# Hunsingokanaal
Het Hunsingokanaal (vroeger ook wel Afwateringskanaal van Hunsingo genoemd) is een afwateringskanaal in het noordwesten van de Nederlandse provincie Groningen dat van 't Stort naar Zoutkamp loopt. Bij 't Stort wordt het kanaal voortgezet als de Hoornse Vaart naar het noorden toe en als het Warfhuisterloopdiep naar het oosten toe.
Het kanaal is gegraven in het midden van de 19e eeuw, om de afwatering van het gebied de Marne te verbeteren. Voordien waterde het af via de Kromme Raken op het Reitdiep. De aanleg werd mogelijk door de oprichting van het waterschap Hunsingo in 1852, waar de zijlvesten het Houwerzijlvest en het Schouwerzijlvest, die beide het gebied van de Marne besloegen, deel van gingen uitmaken.
Er werd gekozen voor een tracé van het midden van het gebied naar het westen. Hiertoe werd de Zoutkampertocht, de verbinding tussen Zoutkamp en Ulrum vergraven tot een kanaal en werd de trekvaart van Ulrum naar 't Stort verbreed. Ten slotte werd in de zeedijk bij Zoutkamp een spuisluis aangelegd. Het zo ontstane kanaal kreeg de naam van het net opgerichte waterschap. De sluis kreeg de naam Hunsingosluis.
De afwatering van de Marne werd door dit kanaal enorm verbeterd. Toch werd er in de 20e eeuw een boezemgemaal, H.D. Louwes genaamd gebouwd. Dit gemaal werd beheerd door het waterschap Electra dat ook het De Waterwolf bediende. Het Hunsingokanaal is feitelijk een bypass van het Reitdiep, de hoofdader van het huidige waterschap Noorderzijlvest.
Over het kanaal liggen de volgende bruggen (tillen): de Leenstertil, de Ulrumertil, de Zuidema's klap en de Hunsingobrug (net naast de sluis). In de jaren 80 is er een fietsbrug bij Zoutkamp aangelegd.